# Hotel Sant Roc

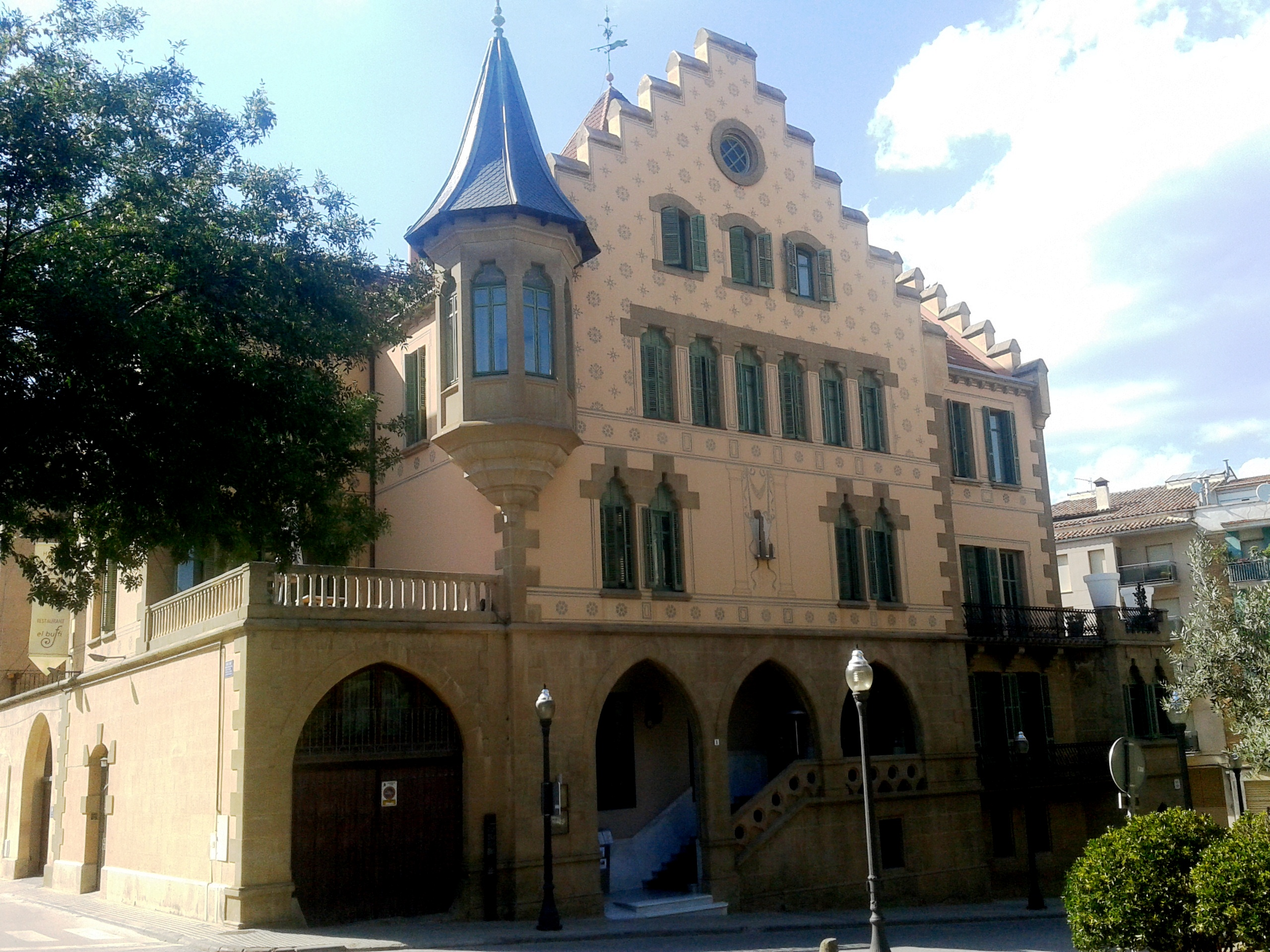
Hotel Sant Roc

L’hôtel Sant Roc est un établissement hôtelier situé à Solsona (Lleida, Espagne).
Situé dans le centre-ville de Solsona, l’emblématique Hôtel Sant Roc présente une architecture moderniste de début du siècle XX ; conçu par deux prestigieux architectes catalans, Ignasi Oms et Bernardí Martorell, le bâtiment fut inauguré en 1929. Sa construction, sous les paramètres de l’architecture moderniste et de la main de la famille Guitart, fut un événement extraordinaire pour la ville de Solsona. La façade principale du bâtiment spécialement le fronton triangulaire du couronnement nous rappelle le modèle traditionnel du nord de l’Europe et d’une manière spéciale les maisons situées autour des canaux d’Amsterdam et la maison Amatller de Barcelone.
Dès le début, des importantes personnalités de la Catalogne, comme le président de la Generalitat Francesc Macià, furent logés au Grand Hôtel, celui-ci été le nom que lui avait  donné la presse de Barcelone. Très rapidement, l’hôtel gagna une grande réputation en Catalogne grâce à ses hautes prestations. Pendant des années, il fut le centre de plusieurs manifestations et événements socio-culturels. 
En 2002, l’hôtel fut complètement rénové et le 15 août 2004 eut lieu l’inauguration de la deuxième étape de l’établissement avec l’incorporation de deux restaurants : Le Buffi et le Petit Buffi. Actuellement (2009) l’hôtel est classé 4 étoiles.